# شنل (داستان کوتاه)

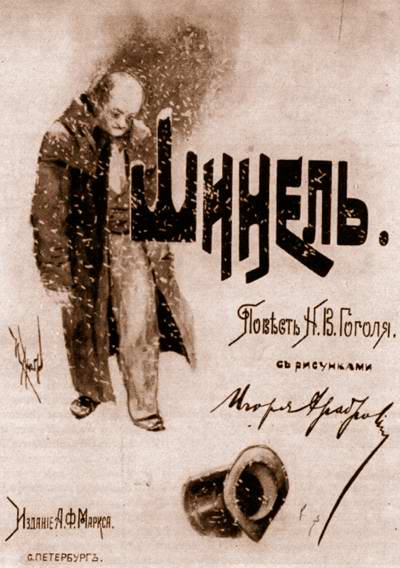
جلد کتاب شنل، کاری از ایگور گرابر، دههٔ ۱۸۹۰.

شِنِل (به روسی: Шинель) نام داستان کوتاهی نوشتهٔ نیکلای گوگول نویسنده روس اوکراینی‌تبار است. این کتاب در سال ۱۸۴۲ منتشر شد.
داستان شنل تأثیر زیادی بر ادبیات روسیه داشته است که این امر باعث گفتهٔ معروف فیودور داستایفسکی شد که گفت: «ما همه از شنل گوگول درآمده‌ایم.»
بر پایهٔ این داستان، نمایش‌نامه‌ها و فیلم‌های گوناگونی ساخته شده است.

## داستان
داستان «شنل» تمامی تصورات و تمرکز خود را برای به مقایسهٔ افتادگی و بردباری با اخلاق خارج ار نزاکت افراد بلندپایه می‌پردازد. شخصیت اصلی، آکاکی آکاکیویچ باشماچکین، یک کارمند دون‌پایه دولت است که داستان خرید شنل نو از سوی او و دزدیده شدن آن استخوان‌مایه این داستان را تشکیل می‌دهد.
محور داستان بر زندگی و مرگ آکاکی آکاکیویچ باشماچکین، یک کارمند و منشی تهیدست در سنت پترزبورگ است که فرسوده بودن شنلش مایه ریشخند کارمندان جوان است.
وی با صرفه‌جویی شدید اقدام به خرید یک شنل نو می‌کند.
قهرمان برای تهیه پول شنل تازه زحمات زیادی را تحمل می‌کند: شب‌ها چراغ روشن نمی‌کند، چند وعده غذا و بسیاری چیزهای دیگر را حذف می‌کند. سر انجام به هزار زحمت موفق می‌شود که شنل نویی بخرد. روزی شنل را از او می‌دزدند. او بر اثر این واقعه بیمار می‌شود و از شدت ناراحتی بالأخره می‌میرد. در انتها روح او در خیابان‌ها پرسه می‌زند و سعی درگرفتن شنل افراد می‌کند.
عناصر اصلی این کتاب اساساً با شیوه کار گوگول، که گاهی واقع‌بینانه و گاهی تخیلی است، همچنان مطابقت دارد. داستایفسکی این داستان را منشأ کل ادبیات جدید روسی می‌دانست. ارزش این کتاب هم مثل بازرس و نفوس مرده در تحلیل‌های عمیق آن است. از آن دم که قهرمان کتاب متوجه پارگی شنل کهنه‌اش می‌شود و آن را نزد خیاط می‌برد و خیاط نیز به او می‌گوید که پارچه آنقدر پوسیده است که جای سوزن زدن ندارد، همه حوادث به نحو جالب توجهی صورت می‌گیرد. قهرمان برای تهیه پول شنل تازه زحمات زیادی را تحمل می‌کند: شب‌ها چراغ روشن نمی‌کند، چند وعده غذا و بسیاری چیزهای دیگر را حذف می‌کند. تمام این حوادث کاملاً طبیعی بیان شده است.
در واقع قضیه این است که شنل نوعی «کمال مطلوب» را مجسم می‌کند که وقتی قهرمان موفق به تحقق بخشیدن آن می‌شود، به نظرش می‌آید که هاله‌ای از نور دور سرش را گرفته است؛ ولی افسوس که این سعادت دیری نمی‌پاید. در جریان شامی که دوستان به مناسبت این «واقعه» برایش ترتیب داده‌اند، شنل به سرقت می‌رود. این داستان واقع‌بینانه با پایانی تخیلی و ناراحت‌کننده پایان می‌پذیرد. البته، خواننده با توجه به بعضی قسمت‌های خنده‌آور کتاب، آماده قبول این صحنه است ولی شاید این پایان دلیلی هم داشته باشد و به نویسنده امکان طرح مسئله‌ای اخلاقی می‌دهد. شاید ظاهر شدن شبح آکاکی آکاکیویچ موجب بهبود رفتار رئیس مورد بحث نسبت به دیگر کارمندان شود. تأثیر داستان شنل، در ادبیات روسیه بلافاصله بعد از گوگول، بیشتر به جهت جنبه واقع‌بینانه و روان‌شناختی آن بود. فقط مدت‌ها بعد بود که معنای عمیق انسانی عناصر خنده‌آوری که نویسنده در اغلب نوشته‌هایش آورده بود آشکار گردید.
داستان شنل در کتاب «یادداشت‌های یک دیوانه و هفت قصه دیگر» به ترجمه خشایار دیهیمی، نشر نی منتشر شده است.